# Zigoto promène ses amis
Pour plus de détails, voir Fiche technique et Distribution.
Zigoto promène ses amis est un court métrage muet français réalisé par Jean Durand, sorti en 1912.

## Synopsis
Zigoto invite ses amis pour une promenade dans sa nouvelle automobile. Mais le voyage tourne rapidement au cauchemar, jusqu'à l'incendie du véhicule...

## Fiche technique
- Réalisation : Jean Durand
- Production : Société des Établissements Gaumont
- Edition : CCL
- Format : Muet - Noir et blanc - 1,33:1 - 35 mm
- Métrage : 111 m
- Genre : Comédie
- Durée : la version en DVD dure 5 min 20 s
- Dates de sortie : 
  -  France : 7 juin 1912

## Distribution
- Lucien Bataille : Zigoto
- Gaston Modot : Un client de l'épicerie, Un ouvrier sur l'échafaudage
- Berthe Dagmar : La passagère de l'automobile
- Ernest Bourbon : Un musicien renversé
- Jacques Beauvais : Un ami de Zigoto, passager de l'automobile
- Raymond Aimos sous réserves : Un client chez le chapelier